# Општина Трзин
Општина Трзин (словен. Trzin) је једна од општина Средњесловенске регије у држави Словенији. Седиште општине је истоимени градић Трзин.

## Природне одлике
Рељеф: Општина Трзин налази се у средишњем делу државе, непосредно североисточно од Љубљане. Општина захвата доњи део долине речице Пшате.
Клима: У општини влада умерено континентална клима.
Воде: Једини водоток у општини је речица Пшата.

## Становништво
Општина Трзин је веома густо насељена.

## Насеља општине
Општина Трзин се састоји од само једног насеља: места Трзин.